# Kevin McCullar Jr.
Pour les articles homonymes, voir Kevin et Jr..
Kevin Dewayne McCullar Jr., né le  15 mars 2001 à San Antonio au Texas, est un joueur américain de basket-ball évoluant aux postes d'arrière et ailier. Il mesure 1,97 m.

## Biographie

### Carrière universitaire
Entre 2019 et 2022, il joue pour les Red Raiders de Texas Tech à l'université Texas Tech.
Entre 2022 et 2024, il joue pour les Jayhawks du Kansas à l'université du Kansas.

### Carrière professionnelle

#### Knicks de New York (depuis 2024)
Le 27 juin 2024, il est sélectionné à la 56e position de la draft 2024 de la NBA par les Knicks de New York. Les Knicks ont récupéré le 56e choix après un transfert avec les Suns de Phoenix en échange des droits sur Oso Ighodaro.
En août 2024, il signe un contrat two-way avec les Knicks.

## Palmarès

### Universitaire
- Third-team All-American – NABC (2024)
- First-team All-Big 12 (2024)
- Third-team All-Big 12 (2023)
- Big 12 All-Defensive Team (2023)

## Statistiques

### Universitaires
| Saison    | Équipe     | Matchs   | Titul.   | Min./m   | % Tir    | % 3pts   | % LF     | Rbds/m.  | Pass/m.  | Int/m.   | Ctr/m.   | Pts/m.   |
| --------- | ---------- | -------- | -------- | -------- | -------- | -------- | -------- | -------- | -------- | -------- | -------- | -------- |
| 2018-2019 | Texas Tech | Redshirt | Redshirt | Redshirt | Redshirt | Redshirt | Redshirt | Redshirt | Redshirt | Redshirt | Redshirt | Redshirt |
| 2019-2020 | Texas Tech | 29       | 6        | 18,6     | 51,2     | 28,6     | 72,5     | 3,21     | 0,72     | 1,21     | 0,31     | 6,03     |
| 2020-2021 | Texas Tech | 20       | 19       | 30,4     | 41,6     | 28,3     | 70,4     | 6,25     | 2,05     | 1,70     | 0,80     | 10,35    |
| 2021-2022 | Texas Tech | 29       | 24       | 29,8     | 40,2     | 31,1     | 72,5     | 4,59     | 3,07     | 1,41     | 0,24     | 10,14    |
| 2022-2023 | Kansas     | 34       | 33       | 30,6     | 44,4     | 29,6     | 76,1     | 7,00     | 2,35     | 2,00     | 0,74     | 10,71    |
| 2023-2024 | Kansas     | 26       | 26       | 34,3     | 45,4     | 33,3     | 80,5     | 6,00     | 4,12     | 1,50     | 0,38     | 18,35    |
| Carrière  | Carrière   | 138      | 108      | 28,6     | 44,1     | 30,9     | 75,6     | 5,40     | 2,45     | 1,57     | 0,49     | 10,99    |